# Emanuel Morales
Emanuel Morales, (hiszp.) Manuel Morales (ur. 8 lutego 1898 w Sombrerete, zm. 15 sierpnia 1926 w Chalchihuites) – święty Kościoła katolickiego, działacz Akcji Katolickiej z terenu diecezji Durango, ofiara prześladowań antykatolickich zapoczątkowanych w okresie rewolucji meksykańskiej, męczennik.

## Życiorys
Będąc nieślubnym dzieckiem Matiany Morales, oddany został na wychowywanie dziadkom w Chalchihuites. Wstąpił do seminarium duchownego w Durango, ale by zapewnić opiekę swoim wychowawcom przerwał studia. Pracował sklepie, a później w piekarni. 1 września 1921 r. ożenił się z Consuelą Loera. Dla trojga swoich dzieci był przykładnym ojcem. Pełnił obowiązki przewodniczącego Ligi Obrony Wolności Religijnej. Emanuel Morales realizując swój świecki apostolat przez swoją pobożność i zaangażowanie społeczne w środowisku lokalnym postrzegany był jako wzór chrześcijanina. Działał w katolickich stowarzyszeniach robotniczych i młodzieżowych. W czasie gdy nasiliły się prześladowania katolików, po opublikowaniu w 1926 r. antykościelnego dekretu rządu E. Callesa 26 lipca 1926 r. współorganizował z miejscowym prezbiterem ks. Ludwikiem Batiz Sáinzem w Chalchihuites publiczne zebranie w obronie wolności religijnej w którym wzięło udział sześćset osób. Działania, które podejmował miały pokojowymi metodami doprowadzić do uchylenia wprowadzonych ustaw.
Aresztowany został gdy z żoną i dziećmi udawał się do prywatnego domu gdzie miała być odprawiona msza. Został rozstrzelany tego samego dnia, a wraz z nim zginęli w dzień święta Wniebowzięcia Najświętszej Maryi Panny ksiądz Ludwik Batiz Sáinz i wierni świeccy: Salwator Lara Puente, Dawid Roldán Lara.
Relikwie Emanuela Moralesa zostały przeniesione do kościoła „San Pedro” w Chalchihuites, które jest miejscem szczególnego kultu świętego i spoczywają obok relikwii świętych Ludwika Batiz Sáinz, Salwatora Lara Puente i Dawida Roldán Lara.
Atrybutem świętego męczennika jest palma.
Śmierć Emanuela Moralesa była wynikiem nienawiści do wiary (łac.) odium fidei. Po zakończeniu procesu informacyjnego na etapie lokalnej diecezji, który toczył się w latach 1933–1988 w odniesieniu do męczenników okresu prześladowań Kościoła katolickiego w Meksyku, został beatyfikowany 22 listopada 1992 roku w watykańskiej bazylice św. Piotra, a jego kanonizacja na Placu Świętego Piotra, w grupie Krzysztofa Magallanesa Jary i 24 towarzyszy, odbyła się 21 maja 2000 roku. Wyniesienia na ołtarze Kościoła katolickiego dokonał papież Jan Paweł II.
Wspomnienie liturgiczne obchodzone jest w dies natalis (15 sierpnia).